# Небо (РЛС)

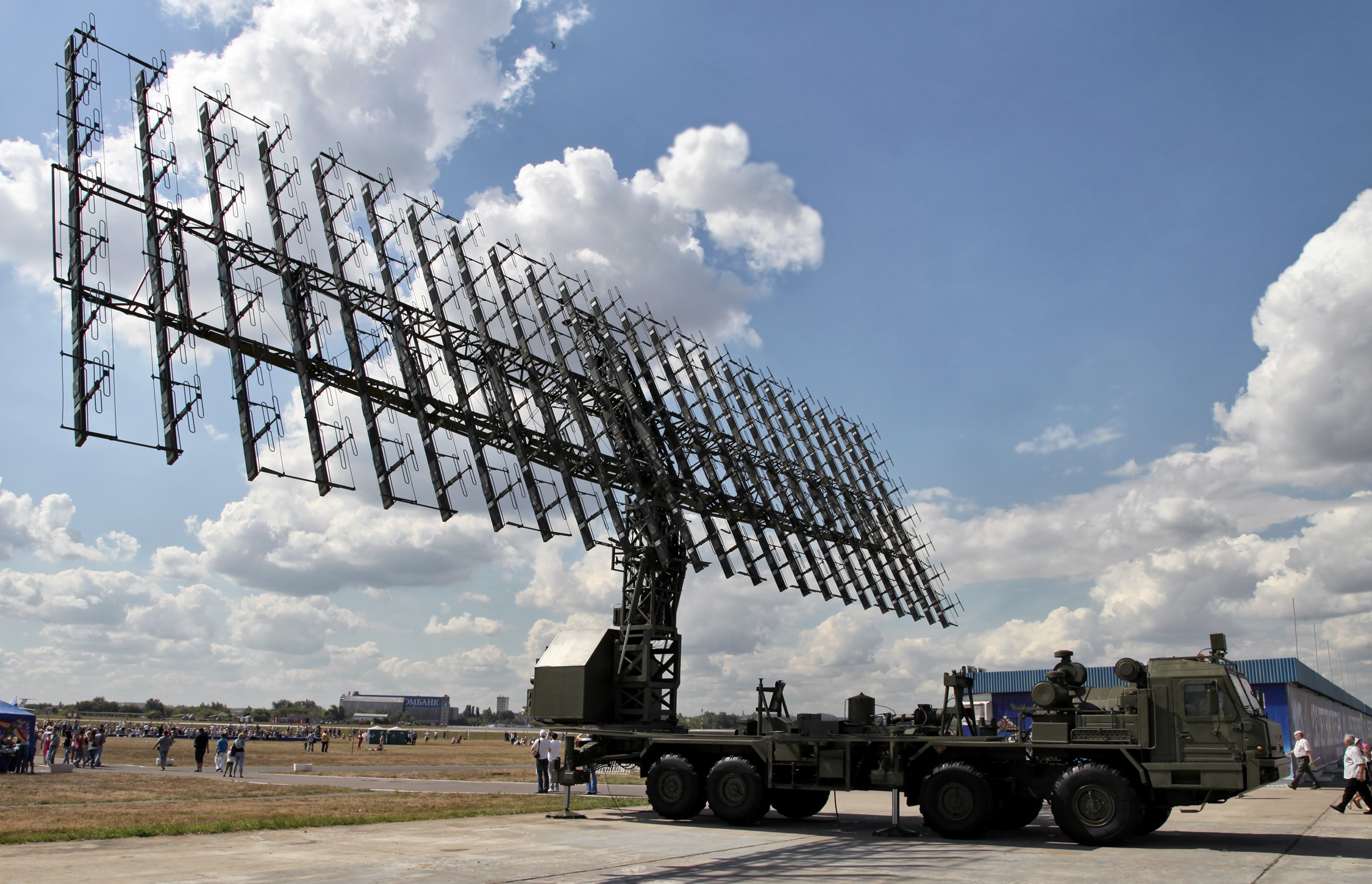
Метровий модуль РЛС із комплексу 55Ж6МЕ «Небо-МЕ»

«Небо» — сімейство російських радіолокаційних станцій метрового діапазону хвиль. Розробник — Нижньогородський науково-дослідний інститут радіотехніки (ННДІРТ). Випускалася у версіях для військ протиповітряної оборони та для сухопутних військ. У варіанті ППО антенна система складніша, час монтажу та демонтажу значно більший, можливості станції ширші. У варіанті для сухопутних військ антенна система спрощена для підвищення мобільності.

## «Небо»

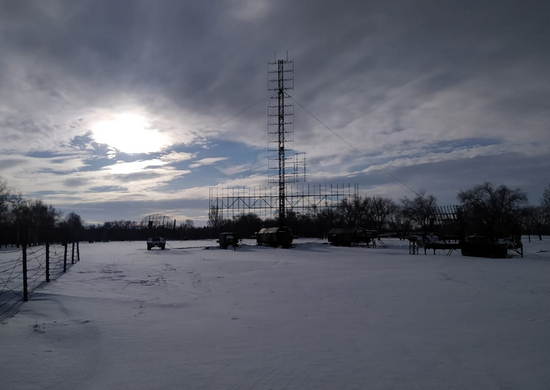
Модернізований радіолокатор «Небо-Т». Центральний військовий округ Росії

РЛС метрового діапазону хвиль для військ ППО СРСР.
- «Небо» 55Ж6 — трикоординатна транспортабельна версія.[1][2] Розробка ННДІРТ — 1982—1987 рік. Початок постачання до ЗС СРСР — 1986 рік. Дальність виявлення цілі типу винищувача:[3] на висоті 20 км — до 400 км; на висоті 500 м — до 65 км.
- «Небо-У» 55Ж6У (експортна версія «Небо-УЄ» 55Ж6УЄ) — модернізація РЛС 55Ж6 «Небо». Розробка ННДІРТ — 1986—1992 роки. Початок постачання до ЗС Росії 1995 рік. На початок 2011 рік станція у виробництві.[4][5][6] Максимальна кругова помилка відстані становить 60 м, а в азимуті — 10°. Точність виміру висоти становить 400÷600 м, в залежності від висоти цілі. РЛС викриває цілі на висоті 500 м на дальності 65 км, а на висоті 20 км — на дальності понад 400 км. У 2006—2011 роках промисловість виготовила 17 станцій.[7] На 2011 рік велися роботи з модернізації станції (ДКР «Ніобій», 55Ж6УМ). На 2016 станція у виробництві, виробник Нижньогородський телевізійний завод. У травні 2016 року надійшла на озброєння військ Західного військового округу Росії. Влітку 2017 року надійшла на озброєння військ Центрального військового округу Росії.
- «Небо-УМ» — пересувна трикоординатна станція радіолокації середніх і великих висот режиму чергування, що представляє подальшу модернізацію РЛС 55Ж6У «Небо-У», з 2017 року почала постачатися до військ[8]. Виявлення аеродинамічних та балістичних цілей, джерел радіоелектронних перешкод на висоті до 80 км та в радіусі до 600 км.
- «Небо-T» — поступають до військ ППО Росії з 2020 року.[9] «Небо-T» є глибокою модернізацією РЛС «Небо-У» 55Ж6У. За своїми ТТХ істотно перевершують аналоги, здатні швидше знаходити й з високою точністю супроводжувати аеродинамічні та балістичні цілі в радіусі до 600 км. У січні 2022 року «Небо-Т» заступили на бойове чергування дивізії ППО Росії до ЦВО у регіонах Поволжя та Уралу.

## «Небо-СВ»

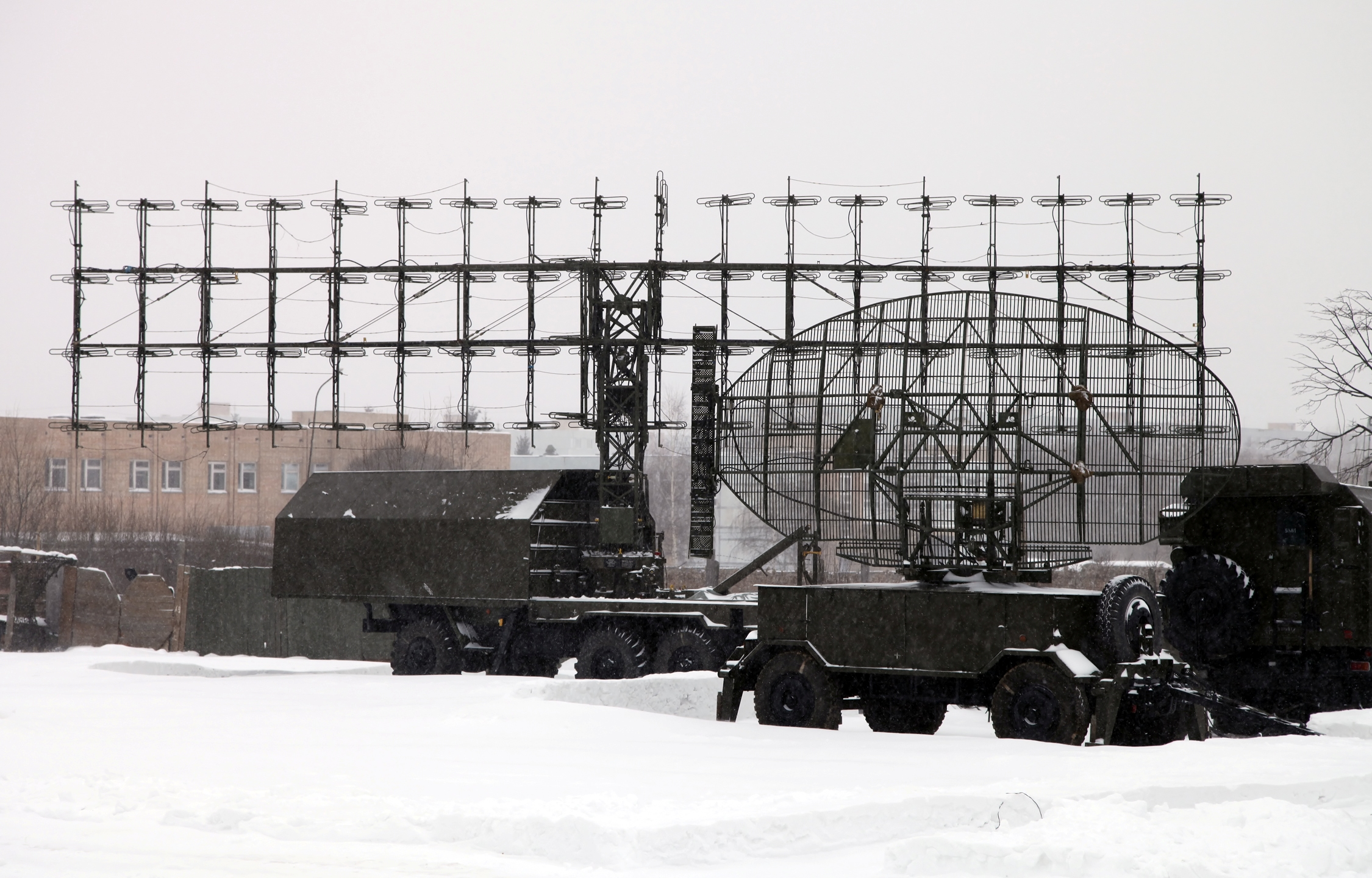
Комплекс 1Л13 «Небо-СВ»: антена РЛС на задньому плані, антена запитувача свій-чужий на передньому плані

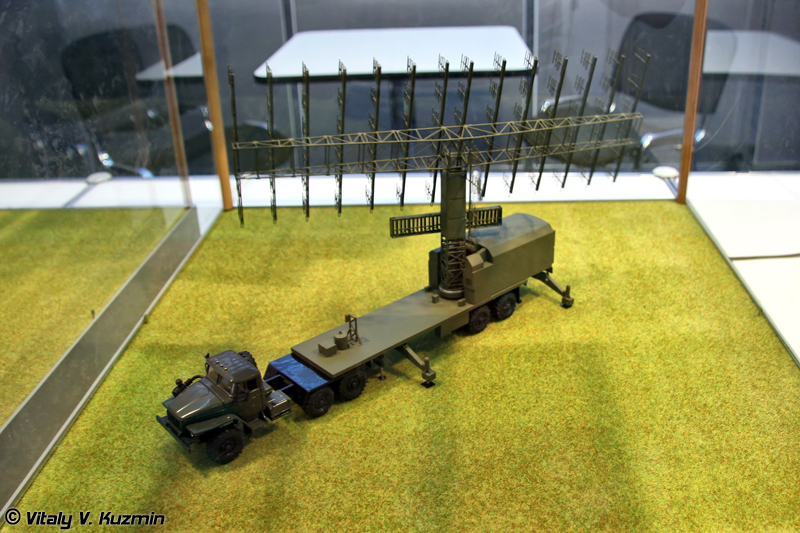
Міжнародний військово-морський салон 2011 (377-30). Модель наземної радіолокаційної станції Небо-СВУ

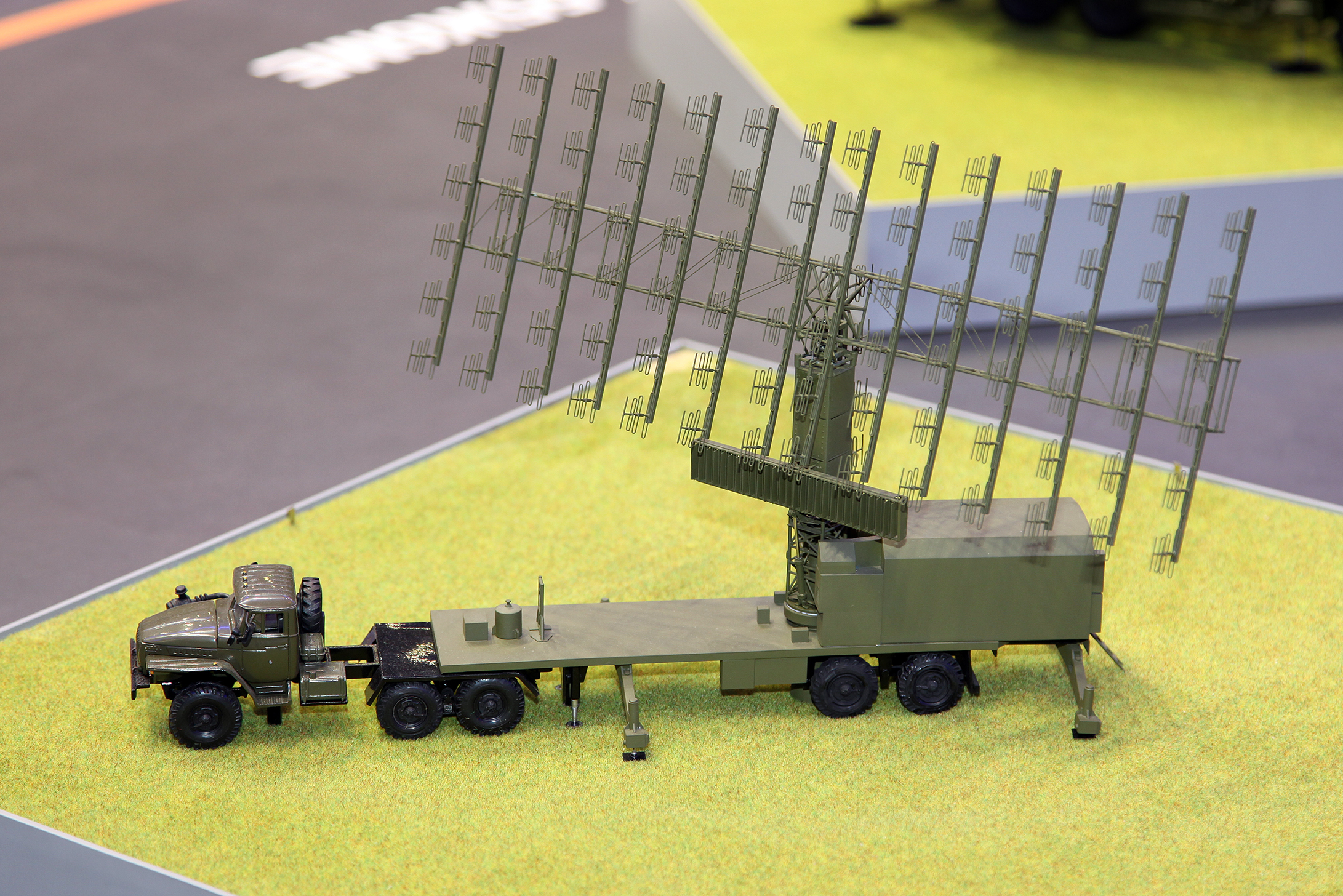
МАКС Авіасалон 2013 (росія). (523-56). Модель наземної радіолокаційної станції Небо-СВУ

РЛС метрового діапазону хвиль для сухопутних військ.
- «Небо-СВ» 1Л13 — двокоординатна мобільна версія станції «Небо» 55Ж6 для сухопутних військ.[10][11][12] Дальність виявлення цілі типу винищувач[13] на висоті 27 км — до 350 км; на висоті 500 м — до 60 км. Створено з урахуванням РЛС «Небо» 55Ж6. У комплект станції також входив радіолокаційний запитувач системи свій-чужий зі своєю антеною. Для отримання третьої координати (висоти цілі) станція могла сполучатися з радіовисотоміром. Зараз (2014 рік) станції знаходяться в експлуатації.

- «Небо-СВУ» 1Л119 — трикоординатна станція, розвиток «Небо-СВ». Дальність виявлення цілі типу винищувача:[14][15] на висоті 20 км — до 380 км; на висоті 500 м — до 65 км. Час розгортання/згортання: не більше 30 хвилин.

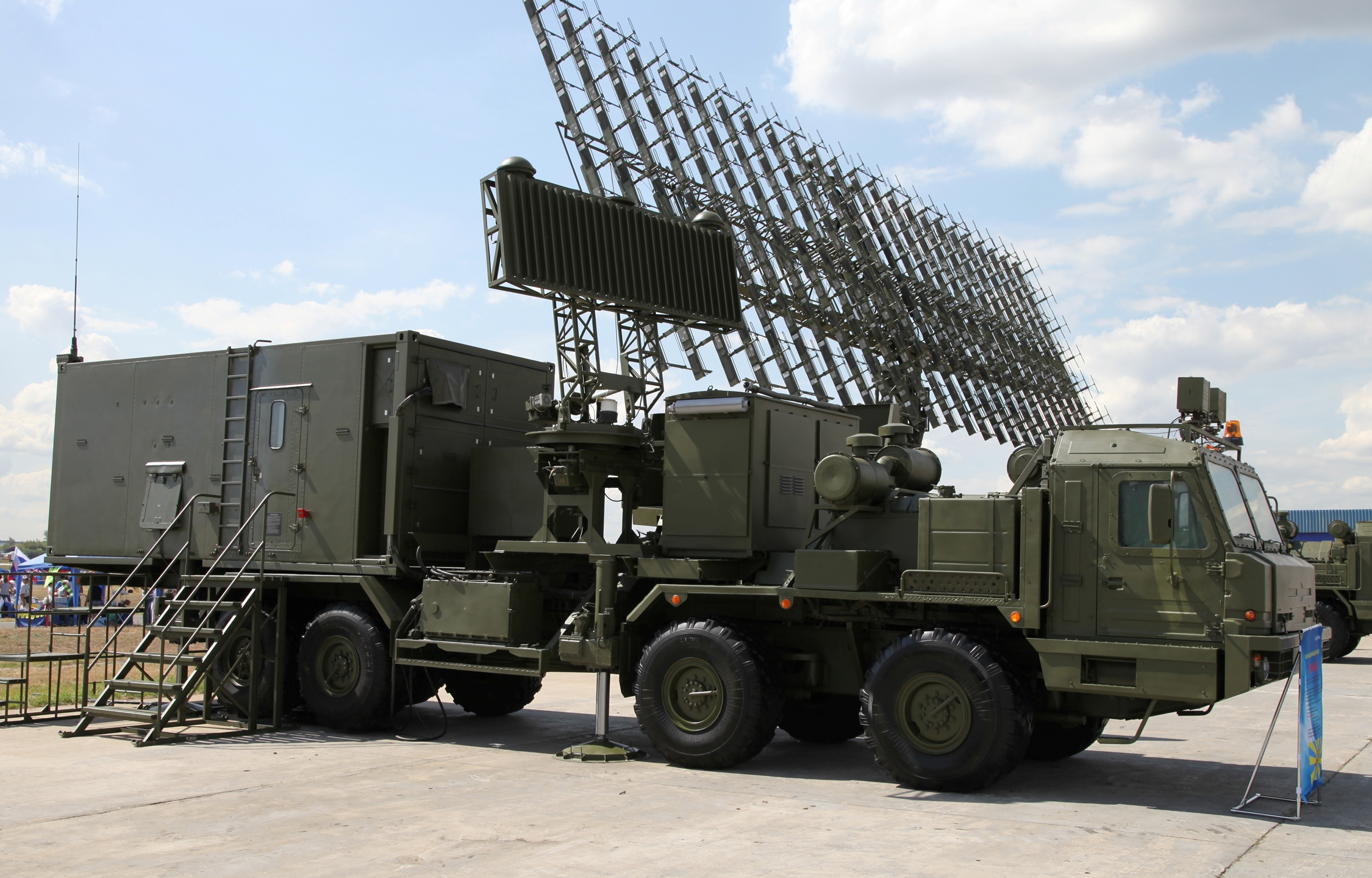
Кабіна керування 55Ж6М із власною РЛС на тлі антени метрового модуля

«Небо-М» 55Ж6М (експортна версія «Небо-МЕ» 55Ж6МЕ) — новий тридіапазонний комплекс з роздільними РЛС сантиметрового (модифікація РЛС 64Л6 «Гамма-С1»), дециметрового (модифікація РЛС «Противник-Г») та метрів РЛС «Небо-СВУ»). Імовірний початок постачання до ЗС Росії — 2012 рік. Влітку 2017 комплекс надійшов на озброєння військ Центрального військового округу Росії.

## На озброєнні інших країн
«Небо-СВУ» знаходиться на озброєнні Ірану.

## Бойове застосування

### Російсько-українська війна
9 квітня 2023 стало відомо про знищення РЛС «Небо-СВУ», але де і коли це сталося невідомо.
16 квітня 2024 року СБУ вразило РЛС далекої дії в Брянській області РФ, яка контролювала небо на 700 км. вглиб України Це вже другий комплекс, який було уражено силами СБУ.
03 жовтня 2024 року стало відомо про ураження Силами оборони України станції РЛС Небо М, ракетами ATACMS  місце ураження невідоме. За підрахунками, у Росії залишилося лише 10 таких станцій. Вартість одної станції від 100 млн доларів. 
18 січня 2025 року на території окупованої Херсонської області внаслідок вдалої атаки ударних БПЛА сил оборони України було знищено РЛС та дизельну електростанцію.